# ديل فان إيفري
ديل فان إيفري (بالإنجليزية: Dale Van Every)‏ (23 يوليو 1896، ميشيغان في الولايات المتحدة - 28 مايو 1976، سانتا باربارا في الولايات المتحدة)؛ كاتب سيناريو، صحفي، كاتب، مؤلف، منتج أفلام وروائي أمريكي.

## روابط خارجية
- ديل فان إيفري على موقع IMDb (الإنجليزية)
- ديل فان إيفري على موقع أول موفي (الإنجليزية)
- ديل فان إيفري على موقع قاعدة بيانات الأفلام السويدية (السويدية)
- ديل فان إيفري على موقع قاعدة بيانات الفيلم (الإنجليزية)